# Herbert de Jager
Herbert de Jager (* 1634 in Zwammerdam; † 6. Januar 1694 Batavia) war ein studierter Orientalist, der als herausragender Kenner zahlreicher asiatischer Sprachen der niederländischen Ostindien-Kompanie diente und durch Briefe, Berichte und Materialsendungen einen großen Einfluss auf die zeitgenössische Erforschung Asiens ausübte.

## Leben
Herbert de Jager wurde als Sohn eines Bauern in Zwammerdam, in der Nähe von Leiden geboren. Bei seiner Karriere spielte der Amsterdamer Bürgermeister und Gelehrte Nicolaes Witsen (1641–1717) als Förderer eine wichtige Rolle. De Jager studierte auf Kosten der niederländischen Ostindien-Kompanie seit 1656 zunächst Theologie, wandte sich dann aber der Mathematik und den orientalischen Sprachen zu. Sein akademischer Lehrer an der Universität Leiden war der berühmte Orientalist und Mathematiker Jacobus Golius (1596–1667). Ein formeller Studienabschluss war ihm offenbar nicht möglich.

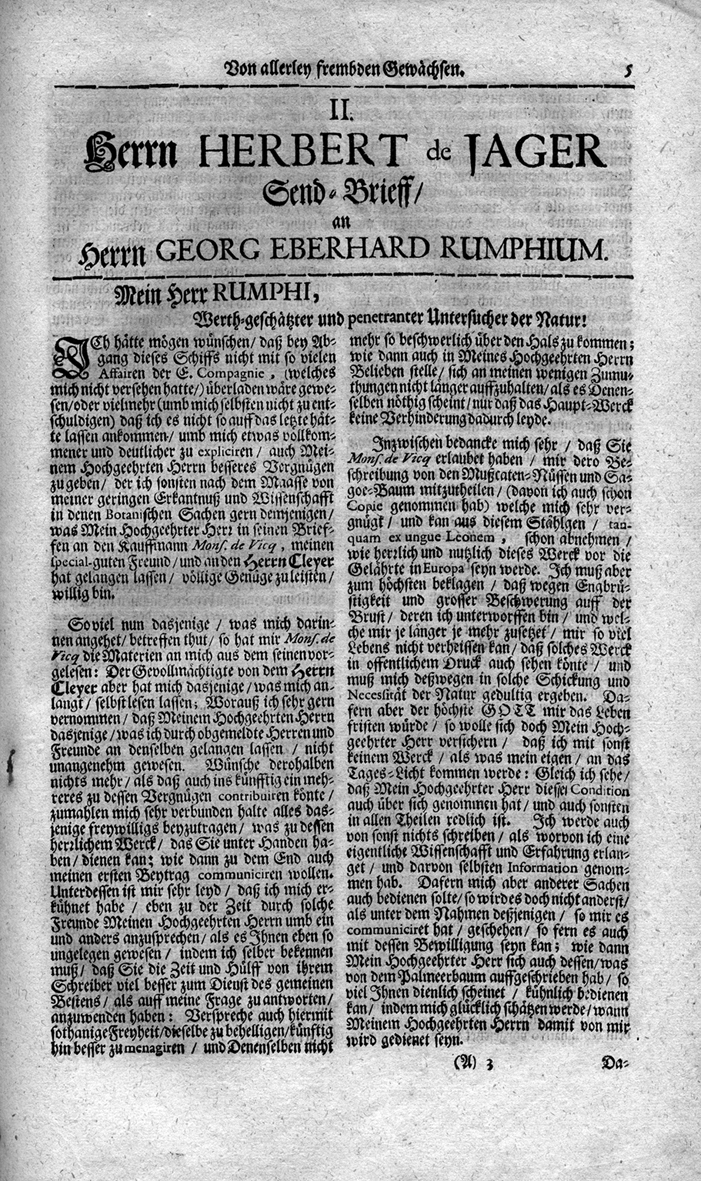
Brief de Jagers an Georg Eberhard Rumpf in Ambon. Batavia, 20. Mai 1683 (aus Valentini, 1714)

1662 wurde er im Rang eines Unterkaufmanns nach Ostindien geschickt, was die Erwartungen, die man hegte, unterstreicht. Die Kompanie versorgte ihn zudem mit Büchern und Instrumenten und befreite ihn von der für Unterkaufleute eigentlich obligatorischen Aufstellung eines Bürgen. Eine an den Generalgouverneur und Rat von Indien in Batavia aufgesetzte Empfehlung attestiert ihm neben den sprachlich-mathematischen Fähigkeiten gute Kenntnisse in Botanik, Astronomie und Festungsbau („Fortificatien“).
Nach seiner Ankunft in Batavia setzte man ihn zunächst als ersten Mann im Sekretariat ein. Das Malaiische war wohl die erste der vielen Sprachen, die er sich vor Ort aneignete. Im September 1665 wurde er dann zur Niederlassung in der persischen Hafenstadt Gamron (Bandar Abbas) geschickt, wo er im Februar des folgenden Jahres eintraf. Hier und am Hofe der Safawiden-Herrscher in Isfahan machte er sich bis 1670 um die Interessen der Niederländer verdient und betrieb das Studium der persischen Sprache. Es folgten zehn Jahre an der damals unter niederländischer Kontrolle stehenden Koromandelküste im Südosten der indischen Halbinsel. Besonders der Herrscher des Sultanats Golkonda war von seinen Persischkenntnissen überaus angetan. In dieser Zeit studierte er neben Sanskrit und Tamil die dravidische Sprache Telugu. Bei der Beförderung zum Kaufmann im Oktober 1673 betonte man nicht nur seine wertvollen Dienste als Sprachmittler, sondern befand auch, er sei ein guter Ingenieur. Solche Talente waren selten. Als seine Vorgesetzten in Indien ihm 1674 die Aufsicht über die Münzerei in Pulicat  übertragen wollten, war man in Batavia wenig begeistert, und meinte, seine Fähigkeiten könne man in Ceylon sicher besser nutzen.

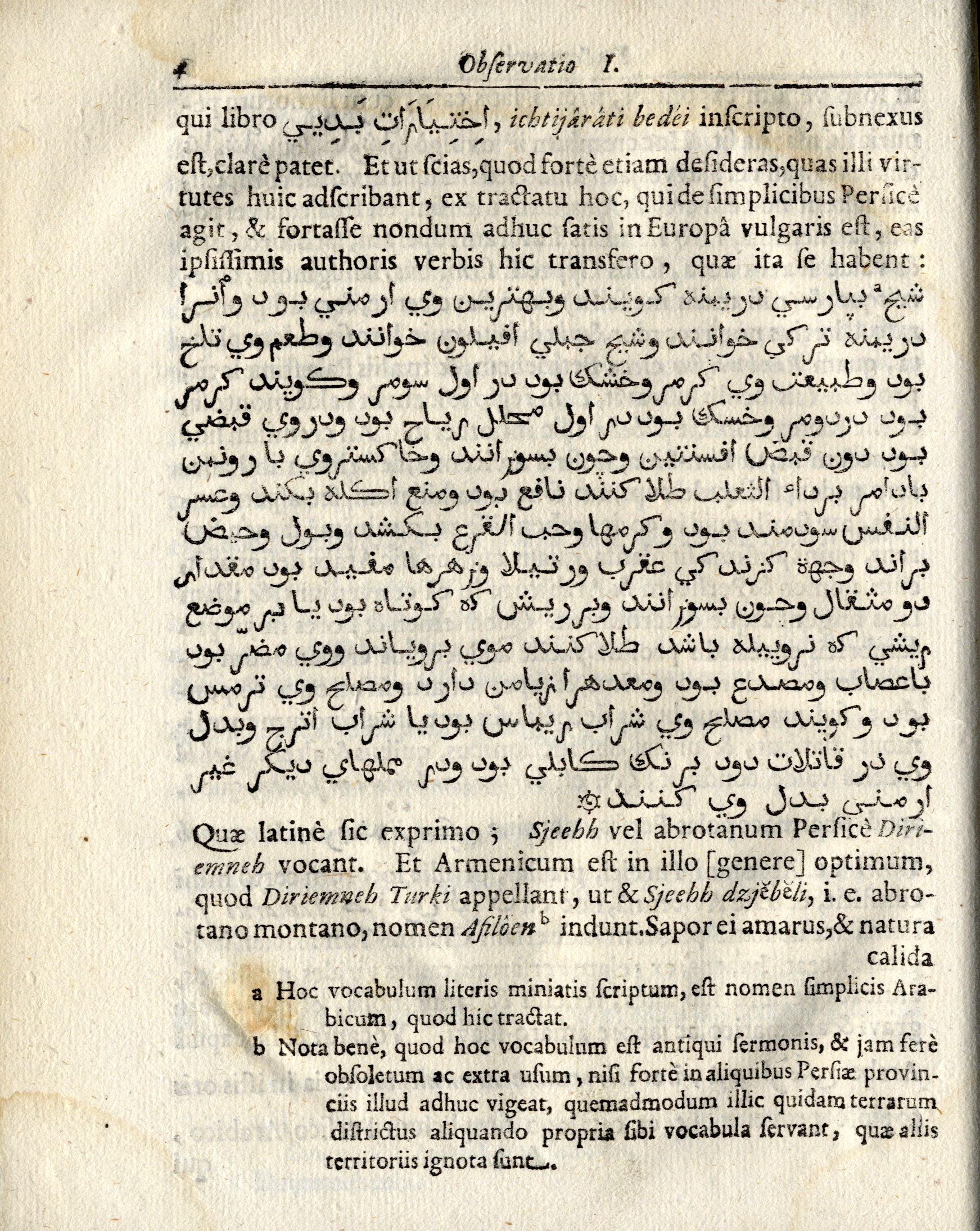
Seite aus Herbert de Jagers Abhandlung De Sementina (Miscellanea curiosa, 1684)

1680 wurde de Jager nach Batavia versetzt, doch schon im folgenden Jahr ging er wieder nach Persien. 1684 traf der Lemgoer Arzt und Forschungsreisende Engelbert Kaempfer als Mitglied einer schwedischen Gesandtschaft in Isfahan ein. De Jager war vom Forschungseifer und Wissensdurst Kaempfers sehr beeindruckt und unterstützte diesen bei der Erkundung Persiens. Briefe in Kaempfers Nachlass illustrieren die Intensität des Austausches und die freundschaftliche Beziehung der beiden. 1687 wurde de Jager nach Batavia zurückgerufen. Kaempfer, der sich von der Gesandtschaft getrennt hatte und schließlich bei der Ostindien-Kompanie als Arzt untergekommen war, traf nach einem Jahr in Indien 1689 ebenfalls in Batavia ein. De Jager und einige einflussreiche Persönlichkeiten regten ihn zur Erforschung Japans an, da schon seit Jahrzehnten keine aktuelle Publikation mehr erschienen war. Ein von de Jager verfasstes Memorandum diente Kaempfer dann in Japan als Leitfaden seiner zweijährigen Erkundungen.
Viel Energie steckte de Jager auch in die Erkundung der Pflanzenwelt Ostindiens. Über seine Beobachtungen tauschte er sich mit Witsen und Kaempfer, mit dem aus Hanau stammenden VOC-Gelehrten Georg Eberhard Rumpf und dem Danziger Kaufmann und Botaniker Jakob Breyne  (1637–1697) intensiv aus. Auch zu dem Arzt Andreas Cleyer  (1634–1698), der als Betreiber der batavischen Apotheken die asiatische Flora nach nutzbaren Heilpflanzen absuchte und während zweier Aufenthalte in Japan botanische Materialien sammelte, hielt de Jager enge Beziehungen. Einen Eindruck von der Weite des Bildungshorizontes und seinen Sprachkenntnissen vermittelt die im Januar 1681 für Cleyer verfasste illustrierte Abhandlung De Sementina, die von Zitaten in arabischer Schrift strotzt und Informationen aus Ost und West verknüpft. Der Umfang seiner Briefe ist erdrückend, auch im Vergleich zu anderen Gelehrtenbriefen seiner Zeit. Ein Schreiben an Rumpf vom 20. Mai 1683 nimmt im Folioformat gedruckt noch immer mehr als acht Seiten ein. Ein zweites, knapp sieben Wochen später wiederum an Rumpf aufgesetztes Schreiben kommt auf neun Druckseiten, liegt aber immer unter den mehr als vierzehn Seiten eines Briefes vom Februar 1989. Doch das war nur die Spitze des Eisbergs. Eine 1695 in Amsterdam angekommene, später verschollene Kiste mit Nachlassmaterialien war mit beschrijvingen van planten gefüllt. Leider überdauerte nur ein Bruchteil davon die Zeiten.

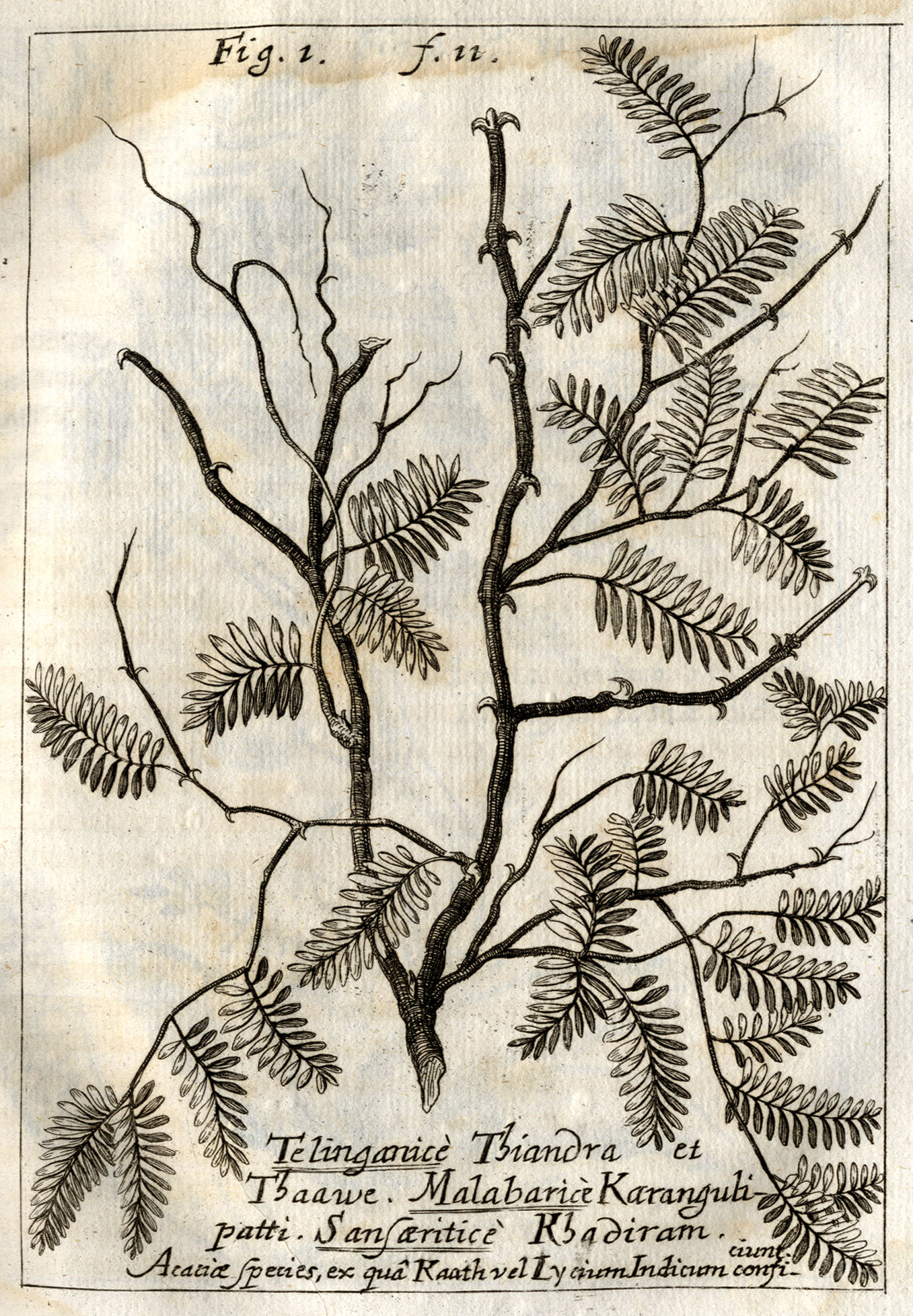
Akazienzweig aus Herbert de Jagers Abhandlung De Sementina (Miscellanea curiosa, 1684)

Der immense Fleiß ging zu Lasten der Geselligkeit. Kaempfer berichtete 1689 aus Batavia, dass sich „Herr de Jager“ „in der ihm eigenen arbeitsamen Einsamkeit bei bester Gesundheit und ungestört“ befinde. Auf materiellen Gewinn legte er wenig Wert. Der Mäzen Witsen, den de Jager über viele Jahre hinweg mit Berichten, Zeichnungen, Samen und Pflanzen versorgt hatte, schrieb 1713, de Jagers Gelehrtheit sei der Grund, dass er arm in Batavia gestorben sei. Als Kaempfers nach Europa zurückkehrte, war de Jager nur noch bedingt einsatzbereit. Eine Resolution vom 7. April 1693 bedauert, dass er in „seinem hohen Alter in Trübsinnigkeit verfallen“ sei. Genaueres über die Umstände seines Ablebens ist nicht bekannt.
Eine ausführliche Abhandlung über die Gewinnung des Farbstoffes Indigo und eine weitere über Akazien und das Arzneimittel Catechu erschienen zu Lebzeiten in den Ephemeriden der Leopoldina.
Witsen schreibt 1713, de Jager habe einen Schatz gelehrter Aufzeichnungen hinterlassen, die jedoch alle verwahrlost seien und schier niemandes Neugier weckten. Dem Gießener Professor Michael Bernhard Valentini zufolge brachte Johann Gottfried Vitus „einen ziemlichen Convolut von Holländischen MSS. aus des Herrn Herbertie de Jagers Verlassenschaft“ aus Ostindien nach Worms, wo er sich als „Materialist und Handels-Mann“ etablierte. Vitus gab das eine und andere „gegen Geld und gute Worte“ an Valentini weiter, der 1704 einige Schreiben publizierte. Ein persisches Wörterbuch und diverse malaiisches und persische Schriftstücke gingen in den Besitz des Rats von Indien und Sergeant-Majors Isaac de l’Ostal de Saint-Martin über, der jedoch wenige Jahre später ebenfalls das Zeitliche segnete.
De Jager war wohl der beste Kenner zahlreicher außereuropäischer Sprachen seiner Zeit und auch als Naturforscher ein gefragter Korrespondenzpartner vieler europäischer Gelehrter, die seine Mitteilungen in vielfältiger Form weiter verbreiteten.

## Werke
- De Herbae, Indigo dictae, satione, cultur, & extractione coloris Indigo dicti, circa Tsinsiam, in regionibus Orientalibus. In: Miscellanea curiosa sive ephemeridum medico-physicarum Germanicarum Academiae Caesareo-Leopoldinae Naturae Curiosorum, Decuria 2. Annus 2 (1683), S. 5–7.
- De Sementina. In: Miscellanea curiosa sive ephemeridum medico-physicarum Germanicarum Academiae Caesareo-Leopoldinae Naturae Curiosorum, Decuria 2. Annus 3 (1684), S. 1–11.
- Michael Bernhard Valentini: Oost-Indianische Send-Schreiben, Von Allerhand raren Gewächsen, Bäumen, Jubelen, Auch andern Zu der Natur-Kündigung und Artzney-Kunst gehörigen Raritäten. Franckfurt am Mayn: Zunner, 1714 (Sendschreiben von Herbert de Jager an Eberhard Rumpf)